# Улу Ориф Чалаби
Улу Ориф Чалаби (имя при рождении — Джалаледдин, полное имя — Мавлана Джалаледдин Мухаммад Фаридун, 8 июня 1272, Конья — 13 февраля 1320, там же) — поэт и суфий, глава суфийского ордена мевлеви, комментатор и распространитель идей своего деда Джалаладдина Руми.

## Биография
Родился 8 июня 1272 года в Конье. Руми прожил с внуком всего год, однако очень любил его и называл «Шайх-ул-арвах» («Шейхом предков»), ибо видел в нём свет семи святых — Баха ад-Дина Валада, Бурхануддина Мухаккика, Шамса Тебризи, Салахуддина Заркуба, Хисомуддина Чалаби, самого себя и своего сына Султанвалада. Он был эмоциональным, резким и нетерпеливым, часто употреблял вино. Такую натуру связывали с влиянием маламатии, Бурака Бобо, Хайрана Амирчи и представителей их круга, известного под названием «шамситабрезиён». Кроме того, Улу Ориф, хотя и жил среди турок, но на них смотрел свысока и его самим сильным ругательным словом было «Турок!» .
С детства изучал науки у своего отца и его учеников, в чем ему помогали путешествия по Малой Азии, Ираку, в Тебриз, Миранду и Султанию.
После смерти Султанвандала стал чалаби — главой суфийского ордена мавлавия и внес весомый вклад в его распространение и развитие. Имел хорошие отношения с местными правителями и монгольскими ханами и использовал эти связи для упрочения своего ордена.
Умер 5 февраля 1320 года в Конье. Существует легенда, согласно которой перед его смертью, как и в день смерти Руми, в Конье произошло сильное землетрясение.
Был женат на Давлатхатун — дочери Амир Кайсара Табрези, от которой имел детей — Бахауддин Амир Олим, Музаффаруддин Амир Одил и Малика. Дело Улу Орифа было продолжено его учениками Ахи Ахмадом Байбурди, Шейхом Амирбеком Обигарми, Ахи Муса Акшахри, Мухаммадбеком Валадом Калами, Камалуддином и другими его сподвижниками из числа халифов ордена мавлавия в разных городах. Ахмад Афлаки и халифа ордена в Тавкате — Орифа Хушлика Кунави также, по некоторым предположениям, были его учениками.

## Наследие
Оставил после себя наследие — диван, который охватывает 82 газеля и 80 рубаи. Они сохранились в одном из вариантов рукописного текста «Манакиб-ул-арифин» Ахмада Афлаки. Все эти стихи написаны на таджикском (персидском) языке. Наследие Улу Орифа в большинстве своем представляет подражание стихам Руми и Султанвалада и, по мнению исследователей, он является в основном комментатором и распространителем идей Джалаледдина Руми среди широких слоев населения Малой Азии.
Был сторонников привлечения женщин к суфийскому ордену, которое усилилось не только в мевлеви, но и в других суфийских школах. Внес большой вклад в сохранение и распространение обычаев, ритуалов и наследия мевлеви. Так, «Манакиб-ул-орифин» Ахмада Афлаки, ставший в дальнейшем одним из достоверных источников по истории первого периода развития мевлеви, написано именно с его поддержки и по его настоянию.